# Adrian Păunescu

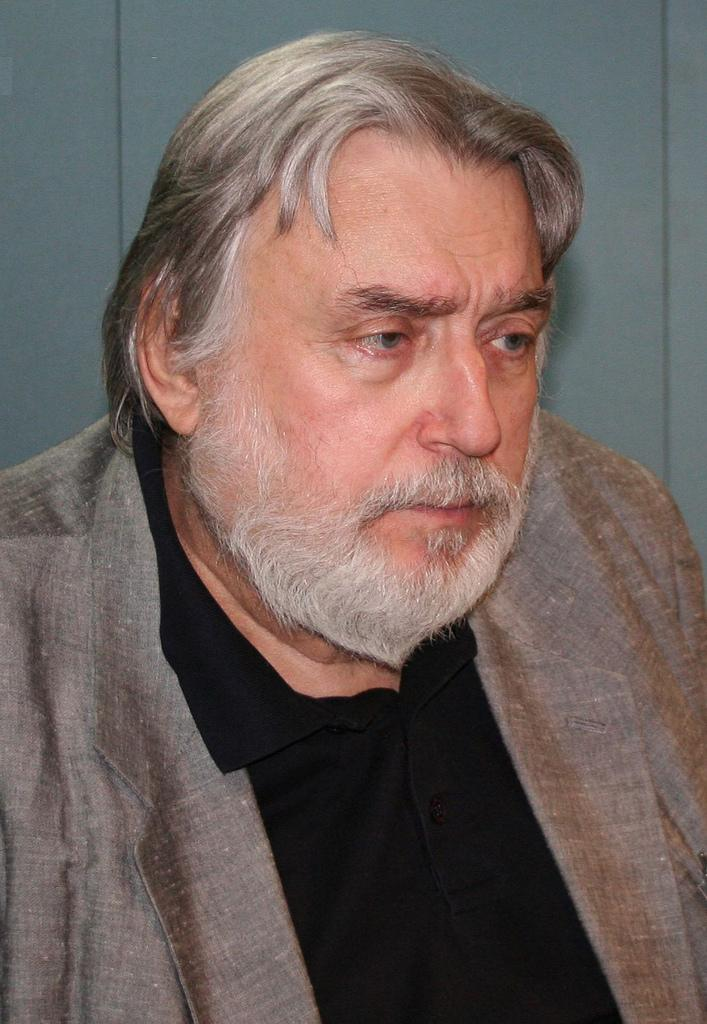
Adrian Păunescu

Adrian Păunescu (* 20. Juli 1943 in Copăceni, Bessarabien, damals Rumänien, heute Republik Moldau; † 5. November 2010 in Bukarest) war ein rumänischer Dichter und Politiker der PSD.

## Wirken
Adrian Păunescu studierte an der Universität Bukarest Philologie. 1960 debütierte er als Dichter. Zeit seines Lebens veröffentlichte er mehr als 50 Gedichtbände. In den 1980er Jahren erwarb er sich den Ruf eines Hofdichters von Nicolae Ceaușescu und war Mitglied der Rumänischen Kommunistischen Partei.

### Cenaclul „Flacăra“
Adrian Păunescu gründete 1973 den Literaturkreis „Die Flamme“ (rumänisch Cenaclul „Flacăra“), eine kulturelle Bewegung, bei der in einem Mix aus literarischer Lesung und Musikdarbietungen junge Talente ihre Werke vorstellen konnten. Die Veranstaltung, die als das rumänische Pendant zum Oktoberklub gesehen werden kann, fand anfangs im Ion-Creangă-Theater in Bukarest statt, entwickelte sich aber schnell zu einem Massenphänomen mit großer Anziehungskraft. Cenaclul „Flacăra“ tourte durch das ganze Land und gastierte in immer größeren Hallen, zuletzt in Fußballstadien. In offenen Castings wurden laufend neue Talente angeworben. Die Veranstaltungen entwickelten sich zu rauschhaften kollektiven Happenings, die vier bis sechs Stunden dauern konnten. In Liedern und Gedichten mit vorwiegend patriotisch-nationalistischem Tenor wurden Rumänien, seine Geschichte, seine Helden und Geistesgrößen gepriesen. Charismatischer Mittelpunkt der Veranstaltung war Păunescu, der einen festen Platz auf dem Podium hatte, dort seine Gedichte rezitierte und Texte der Fans vorlas. Von 1973 bis zur letzten Veranstaltung 1985 fanden 1615 Auftritte statt. Zahlreiche auch heute noch erfolgreiche Künstler wirkten mit, darunter Mircea Vintilă, Doru Stănculescu, Ștefan Hrușcă und Anda Călugăreanu. Die 1982 erschienene Dreifach-LP „Cenaclul Flacăra în concert“ wurde zu einem Bestseller.
Obwohl „Flacăra“ stets systemkonform blieb und der nationalistischen rumänischen Staatspropaganda der Ära Ceaușescu folgte, war es der kommunistischen Staatsmacht wegen seiner unkontrollierbaren Dynamik, dem nonkonformistischen Auftreten seiner Künstler und der charismatischen Wirkung Păunescus ein Dorn im Auge. Der 1983 von der staatlichen rumänischen Filmgesellschaft produzierte dokumentarische Kinofilm „Cenaclul Flacăra – Te salut, generație în blugi“ („Ich grüße Dich, Generation in Blue-Jeans“) fiel der Zensur zum Opfer. Im Sommer 1985 wurde Cenaclul „Flacăra“ verboten. Anlass dazu war ein Gastspiel im Stadion von Ploiești, bei dem es eine Massenpanik mit mehreren Todesopfern gegeben hatte.
1990, nach der Wende, gelang Păunescu mit dem Literaturkreis „Totuși iubirea“ („Trotzdem die Liebe“) eine Neuauflage der Veranstaltung mit ähnlichem Grundkonzept und zahlreichen Auftritten in Rumänien, sowie in Chișinău in der Republik Moldau.

### Politik
1992 wurde Păunescu Mitglied der Sozialistischen Arbeiterpartei und noch im selben Jahr in den Senat gewählt, dem er bis 1996 angehörte. Für die PDSR (später umbenannt in PSD) gehörte er von 2000 bis 2008 erneut dem Senat an.

## Werke
Das literarische Werk umfasst insgesamt 70 Bücher (60 Gedichtbände und 10 Prosabände).
Gedichtbände (56 Bände zu Lebzeiten und 6 postume Bände):
- Ultragefühle (1965)
- Die ersten Lämmer (1966)
- Der somnambule Brunnen (1968)
- Die außerordentlichen Abenteuer von Hap und Pap (1970)
- Außergewöhnliches Leben (1971)
- Die Geschichte einer Sekunde (1971)
- Die unendliche Last (1974)
- Die zurzeitige Erde (1976)
- Gedichte bis heute (1978)
- Manifest für die Gesundheit der Erde (1980)
- Liebt euch auf den Kanonen (1981)
- Das Reservat von Auerochsen (1982)
- Die Liebe allerdings (1983)
- Manifest für das dritte Jahrtausend – Band 1 (1984)
- Manifest für das dritte Jahrtausend – Band 2 (1986)
- Gemeine Plätze (1986)
- Mein Leben ist ein Roman (1987)
- Tatsächlich (1988)
- Ich bin frei (1989)
- Zensurierte Gedichte (1990)
- Rumäniena (1993–1994)
- Arme Lichtleute (1993–1994)
- Die Nacht der großen Trunkheit (1993–1994)
- Front ohne Sieger (1993)
- Die Straftat „zu sein“ (1996)
- Die Nationaltragödie (1997)
- Die Entrumäniesierung Rumäniens (1998)
- Das Buch der Gedichtbücher (1999), (2003)
- Dreckiger Beruf – der Seele (2000)
- Unsterblich an der Todesmauer (2001)
- Bis zum Ende (2002)
- Ich bin frei zu leiden (2003)
- Von zwei zu zwei (2003)
- Hauptsächlich (2003)
- Die Rückkehr auf die Atlantis (2003)
- Die Logik der Lawine (2005)
- Der Schneefall zum Abschied (2005)
- Knospen auf Scheiterhaufen (2005)
- Wir sind in den Händen einiger Narren (2005)
- Antifrühling (2005)
- Überdruss (2005)
- Über Mutter und grünes Blatt (2006)
- Ein Mensch auf einigen Treppen (2006)
- Bäume ohne Wald (2006)
- Gott, behüte die Rumänen (2006)
- Vagabunden auf dem rumänischen Land (2007)
- Gebet für die Eltern (2007), (2008), (2009)
- Noch lebendig (2008)
- Schwur für Transylvania (2008)
- Die Freiheit von einziger Benützung (2009)
- Die letzte Nacht auf der Atlantis (2010)
- Die unendliche Last (2010)
- Die schönsten Liebesgedichte – Band 1 (2011)
- Ultragefühle. Die ersten Lämmer. Der somnambule Brunnen (2011)
- Gedichte mit einem einzigen Punkt (2011)
- Die schönsten Liebesgedichte – Band 2 (2011)
- Ufer von Prut (2013)

Prosabände:
- Die Todespostkarten (1970)
- Unter dem Fragezeichen (1971)
- Die Welt als Welt (1973)
- Unter dem Fragezeichen (1979)
- Von Bîrca bis Wien und zurück (1981)
- Die verblutende Masken (2001)
- Das patriotische Gedicht im Kampf mit den Homunkuli (2007)
- Die Generation 60 (2007)
- Fundamentale Texte: Kultur und Massenmedien (2007)
- Von Liebe schuldig (2010)